# TeamXbox
TeamXbox foi um site de mídia de jogos dedicado as plataformas Xbox, Xbox 360 e Xbox One da Microsoft. Enquanto a maioria do conteúdo era relacionado ao Xbox e Xbox 360, o site ocasionalmente cobria tecnologia geral e outras notícias sobre jogos eletrônicos.
TeamXbox foi fundado em 2000 por Brent "Shockwave" Soboleski e Steve "Bart" Barton. Em 2001, Sol Najimi, do MSXbox, concordou em fundir os fóruns do MSXbox com o site de notícias TeamXbox, criando um dos maiores sites de fãs focados em Xbox. O conglomerado de mídia IGN Entertainment, Inc. comprou o TeamXbox em 2003, que por sua vez foi comprada pela News Corporation em 2005. As atualizações regulares cessaram em agosto de 2012, quando o site fez a transição para um arquivo de seu conteúdo anterior.
Desde 1º de março de 2018, o domínio não está mais acessível.